# Laurent Fabius
Laurent Fabius (París, 20 de agosto de 1946) es un político francés, miembro del Partido Socialista y primer ministro de Francia entre 1984 y 1986. En la actualidad, es el presidente del Consejo Constitucional desde marzo de 2016. Forma parte del club Le Siècle
Formado en la prestigiosa Escuela Nacional de Administración, Fabius fue durante muchos años colaborador de plena confianza del entonces presidente francés, Francois Mitterrand. Además de primer ministro, ha sido presidente de la Asamblea Nacional francesa durante dos ocasiones (1988-1992, 1997-2000) y primer secretario del Partido Socialista entre 1992 y 1993.
En mayo de 2012, una vez asumido el cargo, el presidente Francois Hollande lo designó ministro de Asuntos Exteriores. Como ministro, su papel fue decisivo en temas como la retirada de tropas francesas de Afganistán, la Guerra de Siria y los conflictos en Mali (Operación Serval), Somalia y la República Centroafricana. Tuvo un papel decisivo además como mediador en las negociaciones acerca del programa nuclear iraní así como en el acuerdo para enfrentar el cambio climático adoptado en la XXI Conferencia sobre Cambio Climático celebrada en París a finales de 2015, la cual presidió. El 10 de febrero de 2016 presentó su renuncia como ministro, siendo nombrado presidente del Consejo Constitucional en marzo del mismo año.

## Biografía
Nació en París el 20 de agosto de 1946, en el seno de una familia judía que se convirtió al catolicismo.  
Tras cursar sus estudios en el Lycée Janson de Sailly de París, ingresó como auditor en el Consejo de Estado. Vinculado al Partido Socialista, formó parte del círculo más cercano de François Mitterrand, el líder del partido. Tras ascender éste a la presidencia, Fabius se incorporó al gobierno como ministro del Presupuesto, y dos años más tarde, en la cartera de Industria. Entre 1984 y 1986 fue primer ministro de Francia, el más joven de la historia. Tras su mandato fue designado presidente de la Asamblea Nacional de Francia, cargo que desempeñó en dos ocasiones. En 2000 regresó al gobierno como ministro de Finanzas en el gobierno de  Lionel Jospin, hasta su cese en 2002. En 2006 fue candidato en las primarias del Partido Socialista, siendo derrotado por Ségolène Royal. 
Tras la victoria de François Hollande en las elecciones presidenciales de 2012 fue nombrado ministro de Asuntos Exteriores, manteniéndose en el cargo hasta febrero de 2016.